# Hirtengeschichte
Die Hirtengeschichte ist ein nur fragmentarisch erhaltenes Werk der altägyptischen Literatur. Sie entstand während der frühen 12. Dynastie und berichtet von der Begegnung eines Hirten mit einer Göttin.

## Überlieferung
Die Geschichte ist nur auf dem  Papyrus Berlin 3024 zusammen mit dem Gespräch eines Lebensmüden mit seiner Seele überliefert. Anfang und Ende des Textes wurden abgewaschen, in der Absicht, den Papyrus neu zu beschreiben. Nur 24 Zeilen sind erhalten.

## Inhalt
Der noch erhaltene Teil der Geschichte beginnt mit einer wörtlichen Rede des Hirten. Er berichtet, wie er zu einem Teich neben dem Weideland gegangen war und dort eine Frau getroffen hatte, deren Aussehen und deren Worte ihn in große Furcht versetzt hatten. Offenbar steht diese Begegnung im Zusammenhang mit einer drohenden Flut, denn der Hirte wendet sich nun zu seinen Kameraden, mit der Anweisung, die Rinderherde auf ein Boot zu verfrachten. Anschließend nennt er einen Spruch, der während der Bootsfahrt rezitiert werden soll.
In den letzten Zeilen wechselt die Erzählperspektive zu einem auktorialen Erzähler. Die Handlung spielt am frühen Morgen. Die Anweisungen des Hirten werden gerade ausgeführt. Als dieser noch einmal zum Wasser geht, nähert sich ihm die Frau erneut, diesmal völlig unbekleidet. An dieser Stelle bricht der Text ab.